# Розелл-Парк (Нью-Джерсі)
Розелл-Парк (англ. Roselle Park) — місто (англ. borough) в США, в окрузі Юніон штату Нью-Джерсі. Населення — 13 967 осіб (2020).

## Географія
Розелл-Парк розташований за координатами 40°39′55″ пн. ш. 74°16′0″ зх. д. / 40.66528° пн. ш. 74.26667° зх. д. (40.665265, -74.266706).  За даними Бюро перепису населення США в 2010 році місто мало площу 3,19 км², уся площа — суходіл.

## Демографія
Згідно з переписом 2010 року, у селищі мешкало 13 297 осіб у 5002 домогосподарствах у складі 3407 родин. Було 5231 помешкання
Расовий склад населення:
| - 73,7 % — білих - 10,2 % — азіатів - 5,9 % — чорних або афроамериканців - 0,2 % — корінних американців - 7,5 % — осіб інших рас |

До двох чи більше рас належало 2,5 %. Частка іспаномовних становила 28,6 % від усіх жителів.
За віковим діапазоном населення розподілялося таким чином: 22,4 % — особи молодші 18 років, 66,4 % — особи у віці 18—64 років, 11,2 % — особи у віці 65 років та старші. Медіана віку мешканця становила 37,9 року. На 100 осіб жіночої статі у селищі припадало 95,0 чоловіків;  на 100 жінок у віці від 18 років та старших — 92,0 чоловіків також старших 18 років.
Середній дохід на одне домашнє господарство  становив 79 331 долар США (медіана — 63 021), а середній дохід на одну сім'ю — 91 647 доларів (медіана — 70 750). Медіана доходів становила 57 286 доларів для чоловіків та 50 595 доларів для жінок. За межею бідності перебувало 8,7 % осіб, у тому числі 9,1 % дітей у віці до 18 років та 5,2 % осіб у віці 65 років та старших.
Цивільне працевлаштоване населення становило 6640 осіб. Основні галузі зайнятості: освіта, охорона здоров'я та соціальна допомога — 24,0 %, роздрібна торгівля — 11,3 %, виробництво — 10,9 %.